# アメデ・リナン

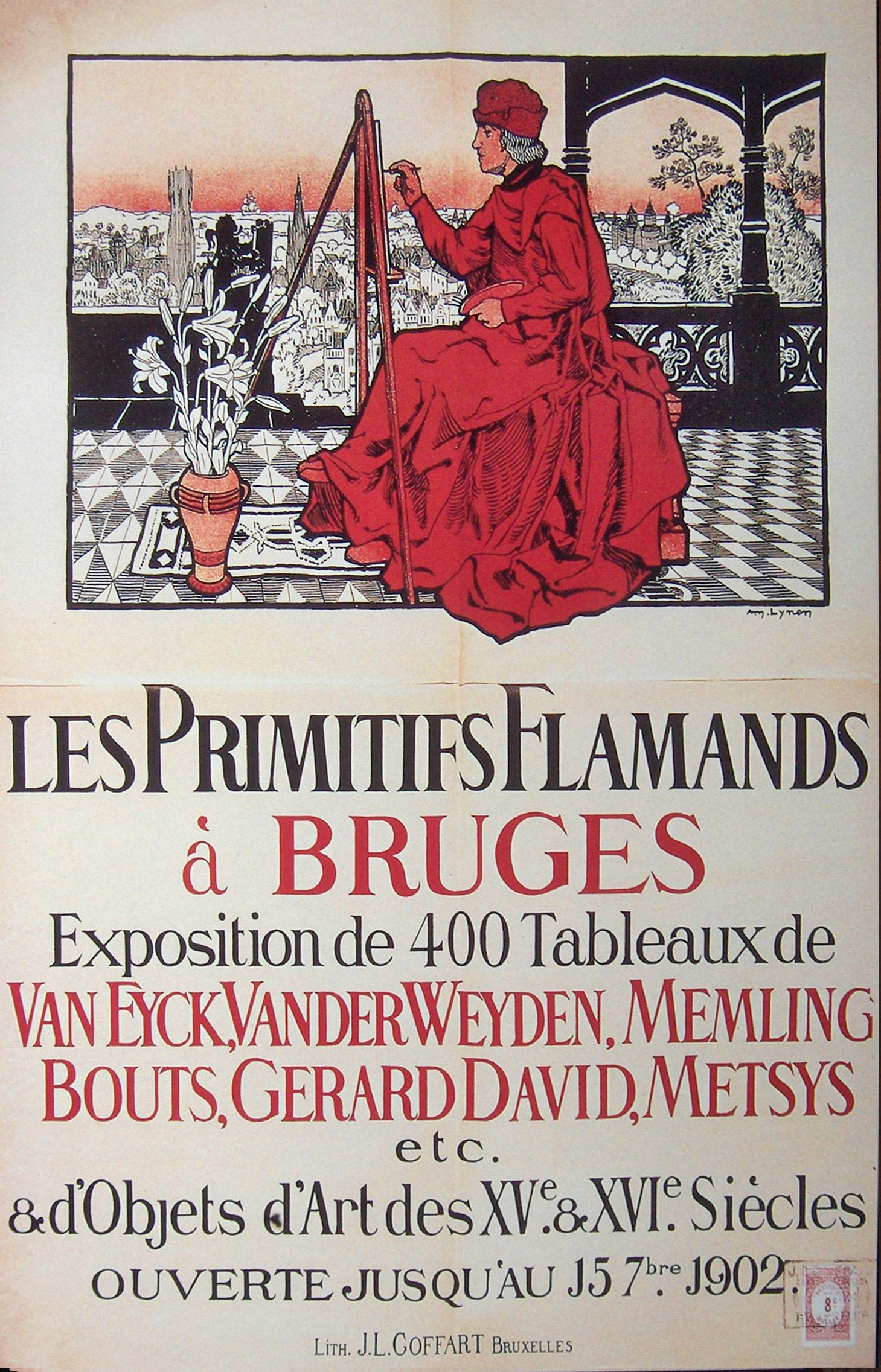
1902年に開かれた「フランドル初期の画家展」のアメデ・リナン作のポスター

アメデ・リナン（Amédée Ernest Lynen、1852年6月30日 - 1938年12月）はベルギーの画家、イラストレーターである。

## 略歴
ブリュッセルのサン＝ジョス＝タン＝ノードで生まれた。ブリュッセル王立美術アカデミーに入学し、ポール・ラウタース(Paul Lauters) やジョゼフ・スタラールトに学んだ。イラストレーター、ポスター画家、水彩画家として働いた。1880年にブリュッセルの美術家グループ、「L'Essor」に参加し、1892年に「L'Essor」から分裂してできた美術家グループ、「プール・ラール(芸術のために)」の創立メンバーになった 。
1892年に仲間の画家のレオン・ダルデンヌ(Léon Dardenne、1865年-1912年)とブリュッセルに「Diable au Corps （肉体の悪魔）」という名のキャバレーを開き、そこでは、中国の影絵芝居が演じられた。1895年にダルデンヌらと演劇や文芸を提供する芸術家グループ、「Compagnie du Diable-au-corps（肉体の悪魔の会）」を設立し、このグループは1899年まで活動を続け、「 Le Diable au Corps （肉体の悪魔）」という絵入りの風刺新聞 を出版した。
ベルギー王立水彩画協会などの会員であった。

## 作品

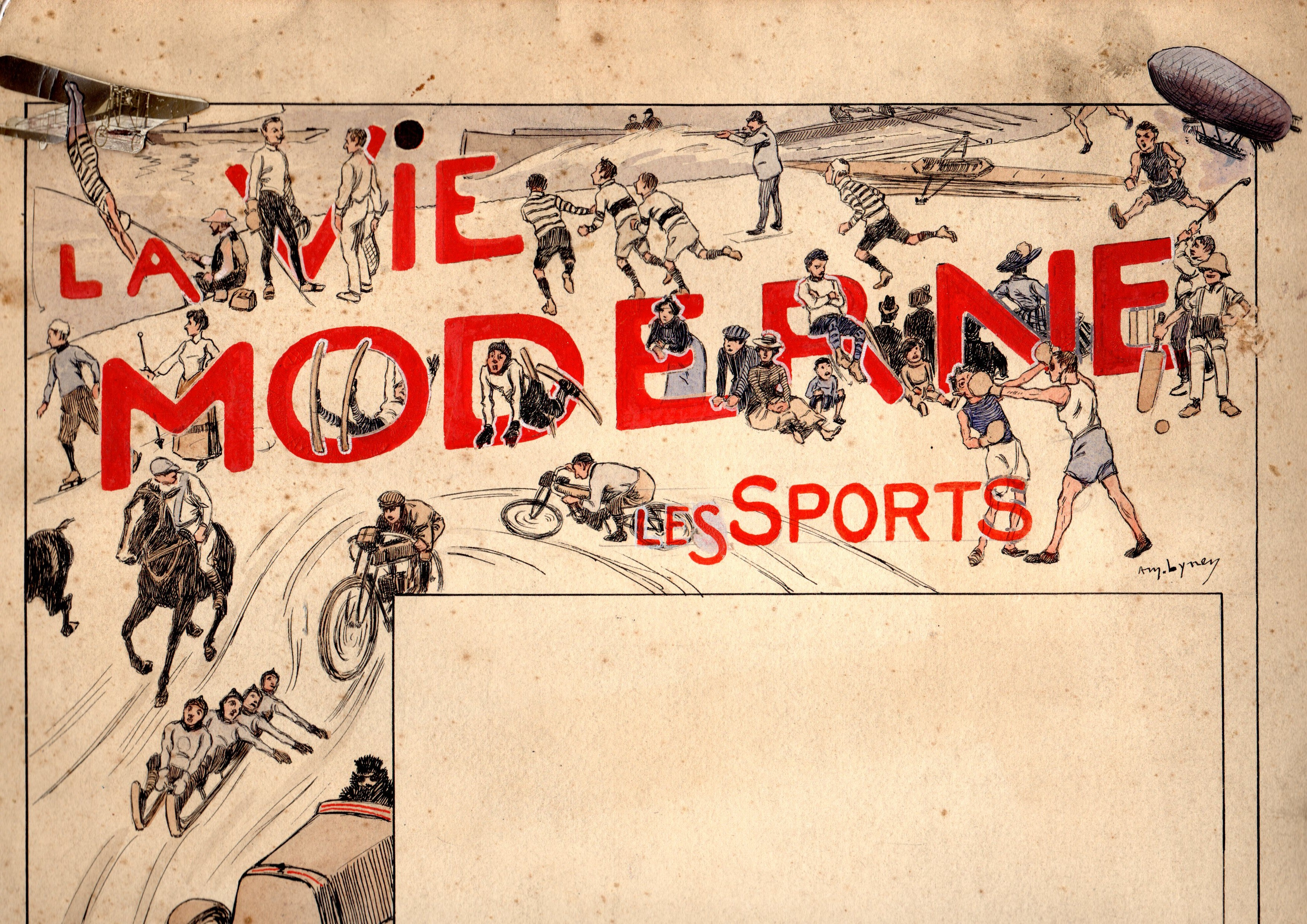
雑誌表紙絵(1900)
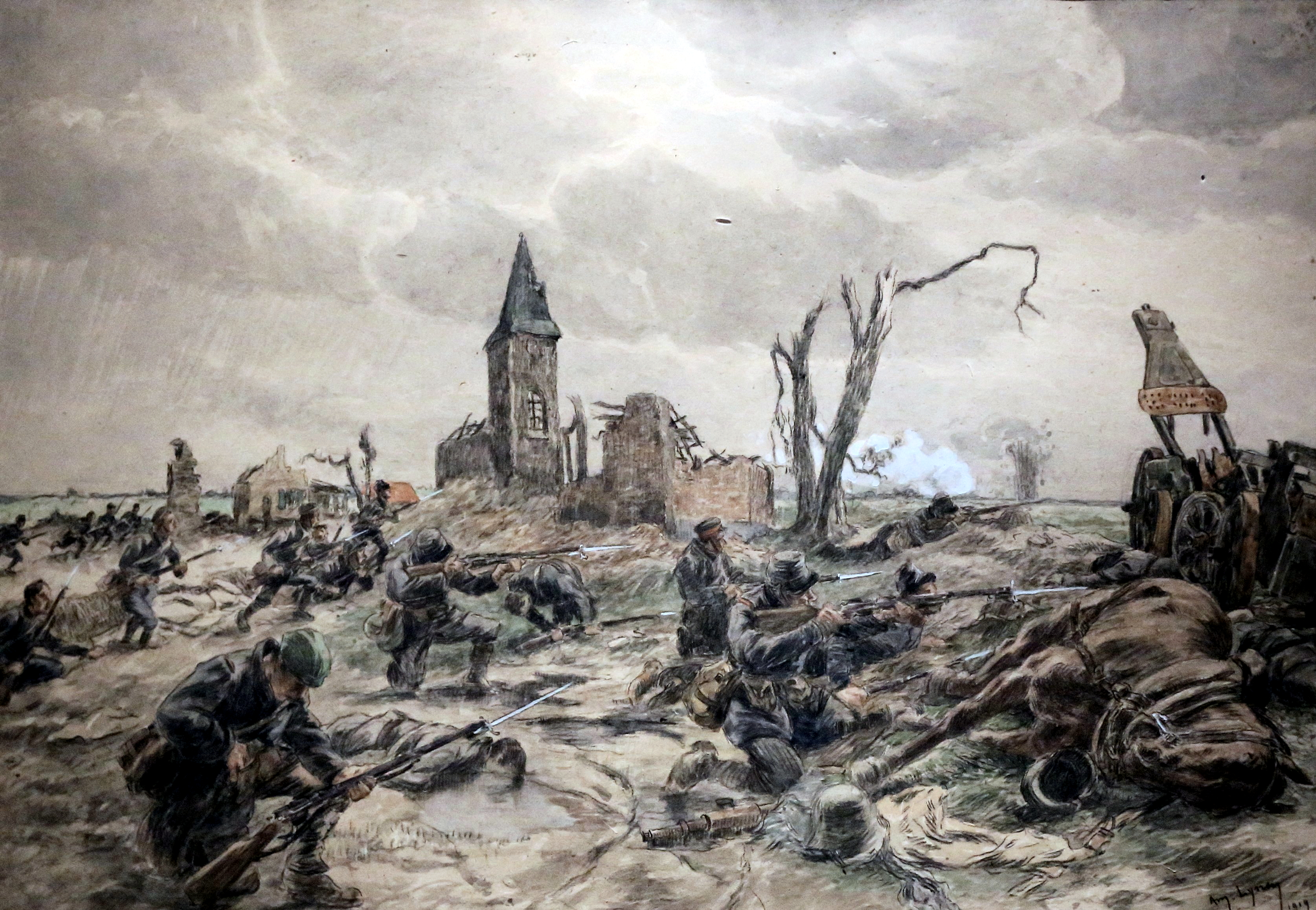
村の奪還(戦争画)